# Левчишина Оксана Вікторівна
Оксана Вікторівна Левчишина (*23 квітня 1961, м. Малин
 Житомирської обл.) —  українська художниця, одна із засновників напрямку  фантастичного реалізму    в Україні.

## Життєпис

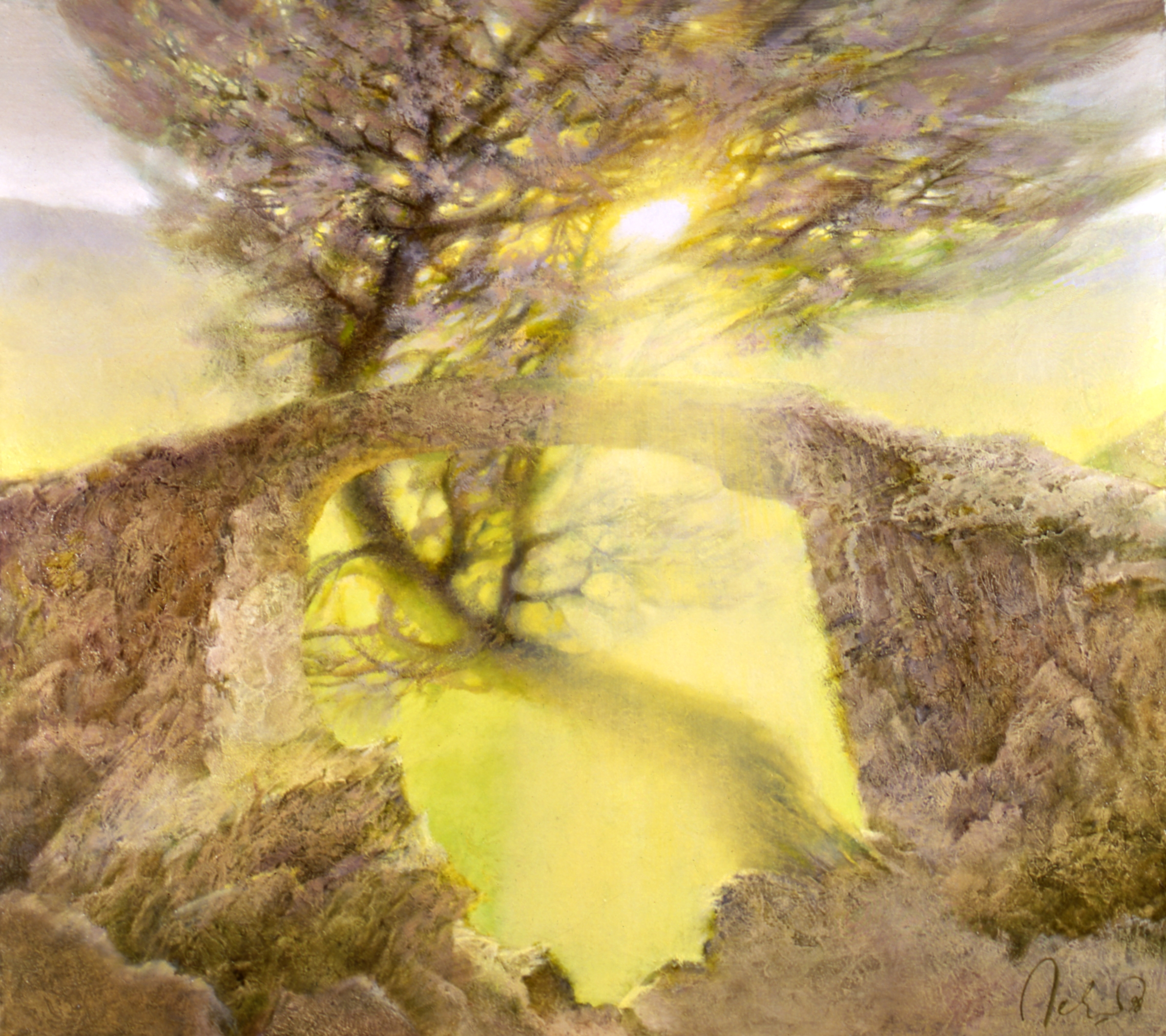
О. Левчишина. Схід сонця. Перший промінь. П.о., 2001

Оксана Левчишина народилася в місті Малин Житомирської області. Батько — Віктор Матвійович Левчишин, , мати  — Валентина Петрівна Виговська, інженер-будівельник, молодша сестра Леся  — художниця .
Закінчила Республіканську Художню середню школу  у 1979 році.
У 1987 році закінчила  Київський художній інститут (нині НАОМА), факультет графіки, педагог з фаху —  Чебаник В. Я.
З 1987 по 1989 рік займалась книжковою графікою у  видавництві "Дніпро"  та   «Радянський Письменник» . З 1990 почала працювати у галузі монументального та станкового живопису.
Лауреат IV та V міжнародних АРТ-фестивалів 1999, 2000, Київ, Україна.
Член творчого об'єднання «НЕФ» з 1993. Була представленою галереєю «НЕФ» у основній експозиції,  розташованій   на території   Києво-Печерської Лаври (разом з художниками   Олександром Костецьким,   Олексієм Андом,    Сергієм Марусом,  Леонідом Бернатом, Юрієм Нікітіним, Павлом Тараненко та ін.), а також на багатьох міжнародних фестивалях.  

Твори зберігаються в приватних колекціях  України,  Канади,  Франції,  Німеччини,  Ізраїлю та ін. країн. Автор монументальних робіт та декоративних розписів для приватних інтер'єрів  Києва та  Дніпра.
Живе і працює у  Києві. Її чоловік —  художник  Сергій Марус.

### Загальна характеристика творчості
Оксана Левчишина —  одна із засновників напрямку  фантастичного реалізму ( або ж   магічного реалізму) в Україні.  Розробила концепцію «езотеричного пейзажу», одухотвореної людиною природи,  передає глибокі почуття й філософське осмислення краєвидів, нерідко пов'язаних з певними історичними подіями.
Теми станкових робіт вона продовжує у монументальних панно та декоративних композиціях. У своїх роботах Левчишина використовує своєрідну техніку виконання: поєднує енергійні широкі мазки, що є рельєфною основою живопису, з тонким деталізованим лесуванням, комбінує олійні фарби з акриловими, використовує рельєфні аплікації та експериментує з
новими матеріалами.

## Виставкова діяльність
З 1993 року по 2013 рік  — співпраця та виставкова діяльність з
галереєю «НЕФ», Києво-Печерська Лавра, Київ.
1998 — Міжнародний проект «Знаки Часу»,Київ, Україна  — Туніс.
1999 «Europ ART99», Женева, Швейцарія;
2000 — «Мистецтво України ХХ століття», Київ, Україна
2002 — ЦДХ, Москва, Росія;
2004 — «Art Chicago 2004», Чикаго, США;;
2005 — «Atlanta Print Biennial», Атланта, США ;
2006 — «Armory Show Week», Нью-Йорк, США;
2006 — «Aurelia Cote d'Azur» Монако;
2007 — «Cote d'Azur», Монако;
 — «ART Ukraine», 2008, Київ, Україна;
«Fine-ART Ukraine», 2010, Київ, Україна;
З 2003 року — співпраця та виставкова діяльність з галереями «CH-Art
Gallery», «Cerulean Gallery» Ванкувер, Канада.
З 2006 року — співпраця та виставкова діяльність з галереєю «Princess
de Kiev» Ніцца, Франція.
З 2012 року — співпраця та виставкова діяльність з галереєю «Skizza»
Іерусалим, Ізраїль .